# Хурел
Хурел (азерб. Xürəl, лезг. Хуьрел) — село в Гусарском районе Азербайджана.

## География
Горное село находится в 12 км от районного центра, города Гусар.
Ближайшие населённые пункты: Аваран, Урва, Каяхур, Чилегир и Гусар.

## Сихилы
В общество «Хуьрелар (Вардаяр)» входят 7 сихилов:
- Тунпалакай — Тунпал был имамом, полководецем и легендарным основателем села.
- Тхулакай
- Башаратар
- ШатIакай (ШутIакай)
- Кесдиткай
- ДатIакай (Татакай)
- Манкъулакай

## Население
По итогам переписи населения 2009 года в селе насчитывалось 1061 жителей. Однако на постоянной основе селе проживает 1/3 этого населения из-за проблемы постоянного оттока населения в крупные города главным образом в Баку и города России.
Национальный состав целиком представлен лезгинами, которые исповедуют ислам суннитского толка.